# Karl Weidel
Karl Weidel (* 10. Mai 1875 in Schrimm (Warthe); † 14. Oktober 1943 in Magdeburg) war ein deutscher Pädagoge, Hochschullehrer für Religionspädagogik und Propst.

## Leben
Weidel war der Sohn eines Rechnungsrates und besuchte nach dem Gymnasium in Breslau die Universität Breslau, wo er evangelische Theologie, Philosophie und Germanistik studierte. Im Jahre 1899 erwarb er die Lehrbefähigung für Religion, Hebräisch und Deutsch. Ende 1900 trat er in das Kandidatenkonvikt am Magdeburger Kloster Unser Lieben Frauen ein und war hier bis 1902 tätig. Nach der Prüfung für das Lehramt an höheren Schulen arbeitete Weidel von 1902 bis 1918 als Oberlehrer und Professor und seit 1914 am Pädagogium des Klosters „Unser Lieben Frauen“. Im Jahre 1903 promovierte er in Breslau mit einer Dissertation über Mechanismus und Teleologie in der Philosophie Lotzes. 
Seit 1918 Studiendirektor und später Oberstudiendirektor, leitete er bis 1926 die Magdeburger Luisen-Schule, ein Mädchenlyzeum. Er kümmerte sich in dieser Zeit um das städtische Volksbildungswesen, zu dem die Volkshochschule, die Volksbühne sowie Hochschulwochen des „Verbandes akademischer Vereine“ gehörten. Vielen wurde er durch seine Goethe-Vorträge bekannt, die er in der Volkshochschule hielt.
Im Jahre 1926 wurde er zunächst mit der kommissarischen Leitung der Pädagogischen Akademie in Elbing betraut und dort 1927 zum Akademiedirektor und Professor für Pädagogik und Philosophie ernannt. Von 1929 bis 1932 fungierte er als Direktor und Professor für Pädagogik an der Pädagogischen Akademie in Breslau und 1931/32 als Vorsitzender des „Verbandes der Lehrer an den Preußischen Pädagogischen Akademien“. Nach der Schließung der Akademie kehrte er 1932 als Direktor des Vereinigten Dom- und Klostergymnasiums nach Magdeburg zurück.
In dieser Zeit näherte er sich den völkisch-nationalistischen Positionen der Deutschen Christen an. Die Leitung der Schule legte er 1937 nieder. Er wollte damit die Bedeutung des Klosters stärken. Auf seine Initiative hin wurde deshalb bereits 1935 ein Referendarheim für Religionslehrer im Kloster eingerichtet. Weidel galt als „Musterlehrer“.
Er trat 1937 in den Ruhestand, kehrte jedoch mit Beginn des Zweiten Weltkrieges und des damit verbundenen Lehrermangels an das Dom- und Klostergymnasium zurück. Im Jahre 1939 erklärte er seine Mitarbeit am Institut zur Erforschung und Beseitigung des jüdischen Einflusses auf das deutsche kirchliche Leben.  Weidel gehörte verschiedenen Akademien und wissenschaftlichen Gesellschaften an.

## Werke
- Jesus und Paulus. 1907.
- Jesu Persönlichkeit. 1908.
- Pessimismus und Religion. 1909.
- Weltbild und Religion. 1916.
- Goethes Faust. Eine Einführung in sein Verständnis. 1922.
- Das Kloster Unser Lieben Frauen zu Magdeburg. 1925 (mit Hans Kunze).
- Deutsche Weltanschauung. Ein Buch zur Selbstbestimmung. 1925.
- Deutschtum und Antike. 1928.
- Sturm und Drang. B. G. Teubner, Leipzig 1928.
- Die neue Lehrerbildung in Preußen. K. Stenger, Erfurt 1928.
- Der Volksschullehrer. Trowitzsch & Sohn, Berlin 1929.
- Germanentum und Christentum. Ihre Spannung und ihr Ausgleich in der deutschen Geistesgeschichte. Böhlau, Weimar 1937.

## Herausgeber
- Johann Amos Comenius: Eine Auswahl aus seinen pädagogischen Schriften. Velhagen & Klasing, Bielefeld, Leipzig 1932.
- Martin Luther: An die Ratsherrn aller Städte deutschen Landes, dass sie christliche Schulen aufrichten und halten sollen. Velhagen & Klasing, Bielefeld, Leipzig 1931.